# Ладберген
Ладберген (њем. Ladbergen) општина је у њемачкој савезној држави Северна Рајна-Вестфалија. Једно је од 24 општинска средишта округа Штајнфурт. Према процјени из 2010. у општини је живјело 6.387 становника. Посједује регионалну шифру (AGS) 5566032, NUTS (DEA37) и LOCODE (DE LDB) код.

## Географски и демографски подаци
Ладберген се налази у савезној држави Северна Рајна-Вестфалија у округу Штајнфурт. Општина се налази на надморској висини од 50 метара. Површина општине износи 52,3 km². У самом мјесту је, према процјени из 2010. године, живјело 6.387 становника. Просјечна густина становништва износи 122 становника/km².

## Међународна сарадња
| Мјесто    | Држава               | Врста сарадње | Од    |
| --------- | -------------------- | ------------- | ----- |
|           | САД                  | партнерство   | 1978. |
| Миколајки | Пољска               | контакт       | 2000. |
| Ексетер   | Уједињено Краљевство | контакт       | 2000. |
| Извор     |                      |               |       |